# Garyea Zohn
Garyea Zohn är en klan i Liberia.   Den ligger i regionen River Cess County, i den centrala delen av landet, 150 km sydost om huvudstaden Monrovia.